# Sargon De Basso
Sargon De Basso, född i Solna den 16 mars 1977, är en svensk advokat med assyriskt ursprung. Han är specialiserad på brottmål och jobbar i princip uteslutande som försvarsadvokat.

## Biografi
Sargon De Basso är född i Jakobsberg som en av fem bröder i en familj av assyrisk börd. När De Basso var fem år gammal flyttade familjen till Örebro där han sedan växte upp. Han avlade juristexamen vid Uppsala universitet år 2001.

## Karriär
Efter att De Basso tagit juristexamen år 2001 anställdes han som biträdande jurist hos advokatfirman Althins och blev advokat där åren 2006–2011. Under åren 2007–2009 var han parallellt med advokatyrket styrelseordförande och vice ordförande i fotbollsföreningen Assyriska FF.
Efter tio år på Althins startade Sargon De Basso tillsammans med tre andra kollegor en brottmålsbyrå, Advokatfirman Defens. De Basso var kvar som delägare i Defens i fem år (2011–2016) innan han startade en helt egen brottmålsbyrå, Advokatfirman De Basso. Advokatfirman De Basso startade i Stockholm i april 2016 och har sedan dess expanderat till Södertälje, Örebro, Västerås, Sundsvall, Gävle och Göteborg.
2015–2016 var De Basso ombud vid resningen i Fallet Samir, där en person hade dömts för mord 1986.
I mars 2020 släppte Sargon De Basso, genom förlaget Ordfront, en biografi med titeln Till mitt försvar. Biografin fokuserar på hans uppväxt och karriär, men framförallt hans advokatgärning. Huvudförfattare till biografin är Peter H. Johansson som är mångårig journalist med inriktning på juridiska frågor.

## Opinionsbildning
Sargon De Basso har i egenskap av advokat debatterat en rad samhällsfrågor som rör avkriminalisering av eget bruk av narkotika, yttrat att enskilda förhåller sig rättslösa i relation mot mediebolag på grund av kostnaden att försvara sig mot bland annat förtal, och att beviskraven sänkts i relations- och sexualbrott till den grad att rättssäkerheten hotas.